# Aichi M6A
Aichi M6A Seiran je bio jurišni hidroavion koji se mogao lansirati s podmornice, dizajniran za Japansku carsku mornaricu.

## Dizajn i razvoj
M6A je dizajniran kako bi se mogao lansirati s podmornica klase „I-400“. Dva ili tri zrakoplova bi se ukrcala na podmornicu, a zatim bi se na moru lansirali s podmornice pomoću katapulta. Plovci su se mogli odbaciti i zrakoplov bi se nakon misije praktički sušio u more. Podmornice tipa „AM“ su također trebale nositi dva ovakva zrakoplova.
Verzija s podvozjem umjesto plovaka je označena kao M6A1-K i preimenovana u Nanzan. Iako je općenito opisan kao zrakoplov za obuku, neki izvori navode na to da je bio dizajniran za jurišne zadatke, odnosno da bi bio lansiran s podmornice, a zatim sletio na kopno.

## Operativna uporaba
Prvi M6A1 je završen u studenom 1943. godine, a ukupno je proizvedeno 28 primjeraka do kraja rata. Admiral Isoroku Yamamoto je još početkom 1942. godine planirao iznenadni napad na Panamski kanal uz pomoć ovakvog tipa zrakoplova. Prvotni plan je 1945. godine zamijenjen novim jer je u međuvremenu Yamamoto umro, a i borbe su se sve više bližile samom Japanu. Stoga su nova meta trebali biti američki nosači zrakoplova koji su se nalazili kod atola Ulithi.
Ta misija je bila povjerena 6. japanskoj floti, odnosno prvoj podmorničkoj flotili koju su činile dvije podmornice I-400 s jednom zapovjednom I-401, a svaka od te dvije I-400 je mogla nosti po 3 Seiran-a. Flotila je napustila Japan 23. srpnja 1945. godine i krenula prema atolu „Ulithi“. No, dana 15. kolovoza podmornica I-401 je iz glavnog stožera zaprimila poruku o kapitulaciji Japana. Oni su se nakon toga vratili u najbližu luku čime je završena njihova prva i jedina misija, a čime je spriječeno da Serain ikad uđe u borbu. Svih 6 Seraina koji su se nalazili na podmornicama su katapultirani u more, kako bi se spriječilo da amerikanci dođu do istih.

## Inačice
- M6A1 – prototip, 8 izrađenih.
- M6A1 Seiran – jurišni bombarder, 18 izrađeno.
- M6A1-K Nanzan – prototip inačice za obuku, 2 izrađena.
- M6A2 – prototip s Mitsubishi Kinsei MK8P 62 motorom, 1 izrađen.

## Korisnici
- Japan

## Tehničke karakteristike
Izvori podataka: Japanese Aircraft of the Pacific War
Osnovne karakteristike
- posada: 2
- dužina: 11.64 m
- raspon krila: 12.26 m
- površina krila: 27.0 m2
- visina: 4.58 m

Letne karakteristike
- najveća brzina: 474 km/h
- ekonomska brzina: 296 km/h
  - borbeni dolet: 1,190 km
- najveća visina leta: 9,900 m
- specifično opterećenje krila: kg/m 2
- motor: 1 x Aichi Atsuta 31
  - propeler: 1

Naoružanje
- naoružanje: 1 × 13 mm „Type 2“ strojnica, 1 × torpedo ili 2 × 250 kg ili 1× 850 kg bombi

## Vanjske poveznice
- AirToAirCombat.com: Aichi M6A Seiran  Arhivirana inačica izvorne stranice od 29. kolovoza 2007. (Wayback Machine)